# Estafileàcies
Staphyleaceae és una petita família de plantes amb flors dins l'ordre Crossosomatales, són plantes natives de l'Hemisferi Nord i també d'Amèrica del Sud. El gènere Staphylea dona nom a la família.

## Gèneres exclosos
Aquests dos gèneres, anteriorment ubicats en aquesta família, actualment s'inclouen en la família Tapisciaceae (Huerteales) seguint el APG III system (2009).
- Huertea
- Tapiscia